# Zbigniew Iwańczuk
Zbigniew Stanisław Iwańczuk (ur. 8 sierpnia 1933, zm. 8 czerwca 2004) − polski historyk ruchu robotniczego, doktor nauk humanistycznych w zakresie historii. 

## Życiorys
Pracował w Zakładzie Historii Partii przy KC PZPR. Po rozwiązaniu Zakładu Historii Partii pracował w Centralnym Archiwum KC PZPR. Autor haseł w Polskim Słowniku Biograficznym i Słowniku biograficznym działaczy polskiego ruchu robotniczego. 
1 stycznia 1990 na podstawie napisanej pod kierunkiem prof. Władysława Góry rozprawy pt. Polska Partia Robotnicza 1944-1948. Działalność wewnątrzpartyjna uzyskał na Wydziale Nauk Społeczno-Politycznych Akademii Nauk Społecznych w Warszawie stopień doktora nauk humanistycznych w zakresie historii, specjalność: historia najnowsza Polski.

## Wybrane publikacje
- (współautor: Bogdan Brzeziński), Warszawa w majowe święto, Warszawa: Komitet Warszawski Polskiej Zjednoczonej Partii Robotniczej Wydział Propagandy i Agitacji 1966.
- Na granicy epok: wspomnienia o udziale Polaków w rewolucji październikowej i wojnie domowej w Rosji 1917-1921, red. Zbigniew Iwańczuk, tł. M. Markowicz-Łohinowicz i W. Komarnicka, przedmowa: J. Sobczak, Warszawa: "Książka i Wiedza" 1967.
- (współautorzy: Żanna Kormanowa, Zbigniew Pustuła), Zarys dziejów Związku Zawodowego Metalowców w Polsce Ludowej 1944-1949, Warszawa: Wydawnictwo Związkowe CRZZ na zlec. Zarządu Głównego Związku Zawodowego Metalowców w Polsce 1967.
- Polacy o Leninie: wspomnienia, oprac. Leonard Dubacki, Zbigniew Iwańczuk, Jan Sobczak, red. Jan Sobczak, Warszawa: "Książka i Wiedza" 1970.
- (współautorzy: Żanna Kormanowa, Zbigniew Pustuła), Zarys dziejów Związku Zawodowego Metalowców w Polsce Ludowej 1944-1949. Cz. 2 1949-1960, Warszawa: Wydawnictwo Związkowe CRZZ na zlec. Zarządu Głównego Związku Zawodowego Metalowców w Polsce 1972.